# Sacerdoti di Santa Maria di Tinchebray
I sacerdoti di Santa Maria di Tinchebray (in laino Congregatio Presbyterorum a Sancta Maria de Tinchebray) sono un istituto religioso maschile di diritto pontificio: i membri di questa congregazione clericale pospongono al loro nome la sigla P.S.M.

## Storia
La congregazione venne fondata nel 1851 a Tinchebray, in Normandia, da Charles-Augustin Duguey per l'istruzione della gioventù (l'anno precedente in Francia era stato liberalizzato l'insegnamento ed era stato garantito il diritto di aprire scuole confessionali); i primi postulanti emisero i voti il 21 agosto 1854.
In origine i religiosi dell'istituto erano divisi in due classi: una di sacerdoti per l'insegnamento superiore e una di fratelli laici per l'istruzione elementare; il 28 maggio 1880 la branca laicale si fuse con i fratelli dell'istruzione cristiana di Ploërmel. Il ramo clericale, che era sempre stato poco numeroso, fu ulteriormente colpito dalle leggi anticongregazioniste del 1903, a seguito delle quali molti padri si trasferirono in Canada.
L'istituto ottenne il pontificio decreto di lode il 10 giugno 1898 e venne approvato definitivamente dalla Santa Sede il 25 marzo 1931.

## Attività e diffusione
I sacerdoti di Santa Maria di Tinchebray si dedicano all'istruzione e all'educazione cristiana della gioventù e alla predicazione delle missioni popolari.
Al 31 dicembre 2005, la congregazione contava la sola casa di Tinchebray e 5 religiosi, 4 dei quali sacerdoti.